# Annika Wickihalder
Annika Viktoria Wickihalder Pettersson (* 25. Januar 2001 in Zürich, Schweiz) ist eine schwedische Sängerin.

## Leben
Annika Wickihalder wurde in der schweizerischen Stadt Zürich geboren und lebte anschließend kurze Zeit in Spanien. Als Fünfjährige zog sie nach Schweden und begann, in einem Kinderchor zu singen. Sie hat Gospel an der Mellansels folkhögskola studiert.
Im Jahr 2021 nahm Wickihalder an der schwedischen Castingshow Idol teil und wurde Dritte. Zwei Jahre später veröffentlichte sie ihre erste EP Hollow, auf der sie Soul, Gospel und Pop mischte.
Mit dem Beitrag Light war Wickihalder Teilnehmerin am Melodifestivalen 2024, dem schwedischen Vorentscheid für den Eurovision Song Contest. Über das Finalkval kam sie in das Finale und belegte dort den achten von zwölf Plätzen. Eine erneute Teilnahme am schwedischen Vorentscheid fand am Melodifestivalen 2025 statt. Sie sang das Lied Life Again und hat sich für das Finale qualifiziert.

## Diskografie

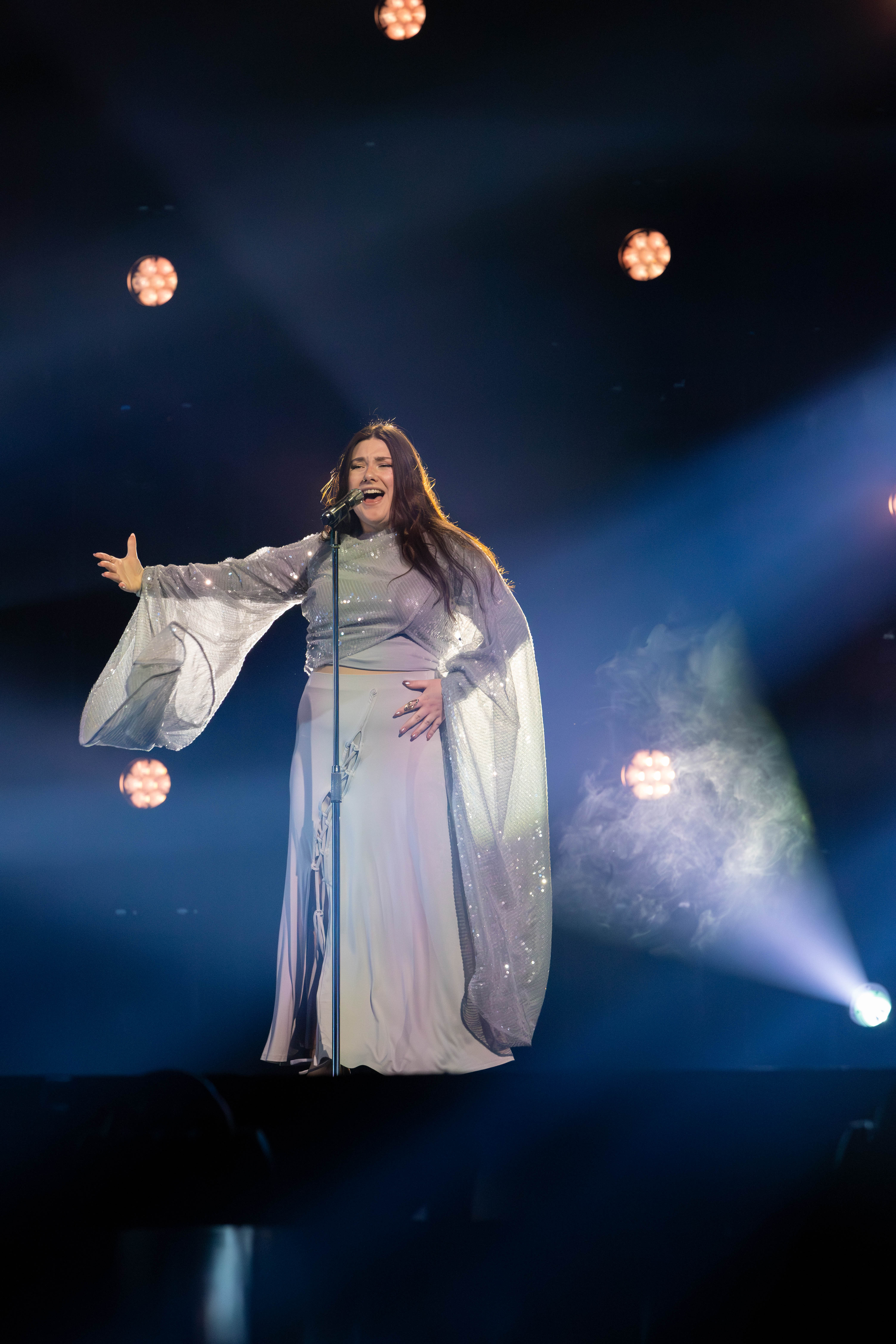
Annika Wickihalder performt Light beim Melodifestivalen 2024.

### EPs
- 2023: Hollow

### Singles
- 2023: Speed Of Sound
- 2024: Light
- 2025: Life Again